# Bernard III de Bigorre
Pour les articles homonymes, voir Bernard III.
Bernard III († 1113) est un comte de Bigorre de 1090 à 1113, fils de Centulle V, vicomte de Béarn et de Béatrix Ire, comtesse de Bigorre.

## Biographie
Son père est assassiné à Tena en 1090 et il lui succède, sous la régence de sa mère, car il n’a alors pas plus de dix ans. Peu après les habitants de la vallée de Barège se révoltent et Bernard et Béatrix doivent réprimer la rébellion.
À la fin du XIe siècle, la population européenne s'accroit sensiblement, c'est d'ailleurs l'excédent de population qui va fournir des soldats pour les Croisades, et de nouvelles villes se forment. Vers 1110, Bernard III décide alors de modifier les fors de Bigorre  pour les adapter à cette nouvelle situation.

## Mariage et enfants
Il avait épousé vers 1110 Anicelle, fille d’Astanove II, comte de Fezensac, mais n’a eu qu'une fille, Beatrix, morte jeune. Après sa mort, Anicelle se remarie avec le comte Géraud III d'Armagnac.

## Annexe